# Relații personale cu minorul
Relațiile personale cu minorul introduse prin Convenția de la Strasbourg din 2006 asupra asupra relațiilor personale care privesc copiii  (termenul echivalent în limba engleză este cel de contact) reprezintă o noțiune mai cuprinzătoare care a înlocuit noțiunea de "drept de vizită privind copiii" uzitată în trecut cu o frazare mai completă care pune accent pe dreptul dreptul copilului separat de unul sau de ambii părinți de a întreține relații personale și contacte directe regulate cu ambii părinți. Convenția a extins, de asemenea, numărul persoanelor cu care copilul are dreptul de  păstra legături personale, incluzând în această listă nu doar părinții ci și alte persoane (bunici, frați, alte persoane semnificative din viața copilului). 
În literatura de specialitate, mai veche, dreptul părintelui necustodian de a menține legături personale cu copilul și respectiv dreptul copilului de a menține legături personale cu un părinte sau o altă persoană semnificativă din viața sa este numit și drept de acces care însă, în viziunea modernă adusă de către Legea 272/2004 este doar o componentă dreptului la relații personale.. Există mai multe forme de realizare a legăturilor personale ca de pildă dreptul de acces, dreptul de vizită , dreptul de găzduire, dreptul de corespondență, accesul părintelui la informații privitoare la minor și dreptul copilului de a fi informat despre persoanele semnificative din viața sa. Toate acestea sunt reglementate de art. 15 din Legea 272/2004. Acestor drepturi ale părintelui necustodian îi corespund drepturi similare ale copilului. Copilul ai căror părinți sunt divorțați are dreptul de a menține relații personale cu aceștia iar statul protejează pe minor de abuzuri referitor la încălcarea dreptului acestuia la legături personale prin art. 307 Cod Penal.

## Suportul legal
| “                                                                               | Orice copil are dreptul de a întreține cu regularitate relații personale și contacte directe cu ambii părinți, cu excepția cazului în care acestea sunt contrare interesului său. | ” |
| — Articolul 24 litera (3) din Carta drepturilor fundamentale a Uniunii Europene | |   |

- Dispozițiile art. 14 din Legea 272/2004 consacră dreptul fundamental al minorului de a "menține relații personale și contacte directe cu părinții, rudele, precum și cu alte persoane față de care copilul a dezvoltat legături de atașament”
- Dispozițiile art. 4 din Convenția asupra relațiilor personale care privesc copiii ratificată de România prin Legea nr. 87/2007 consacră dreptul fundamental atât al copilului cât și al părintelui, de a obține și întreține relații personale în mod constant și nerestrictiv: "Copilul și părinții săi au dreptul de a obține și de a întreține relații personale constant. Aceste relații personale nu pot fi restrânse sau excluse decât atunci când acest lucru este necesar în interesul superior al copilului."
- Potrivit dispozițiilor art. 97 din Codul Familiei ambii părinți au aceleași drepturi și îndatoriri față de copiii lor minori. Ei exercită drepturile lor părintești numai în interesul copiilor, iar potrivit dispozițiilor art. 31 din Legea 272/2004 "Ambii părinți sunt responsabili pentru creșterea copiilor lor. (2)  Exercitarea drepturilor și îndeplinirea obligațiilor părintești trebuie să aibă în vedere interesul superior al copilului și să asigure bunăstarea materială și spirituală a copilului, în special prin îngrijirea acestuia, prin menținerea relațiilor personale cu el, prin asigurarea creșterii, educării și întreținerii sale, precum și prin reprezentarea sa legală și administrarea patrimoniului său", dispoziții legale ce se coroborează cu dispozițiile art. 43 alin. 3 din Codul Familiei care spune: "părintele divorțat, căruia nu i s-a încredințat copilul, păstrează dreptul de a veghea la creșterea, educarea, învățătura și pregătirea lui profesională."
- În acest sens este relevantă interpretarea dată art. 31 de către ANPDC (Autoritatea Națională pentru Protecția Drepturilor Copilului) prin manualul Rolul și responsabilitățile personalului didactic in protecția și promovarea drepturilor copilului (Editura Trei, București, 2006). În acest manual se recunoaște rolul important pe care trebuie să îl joace tatăl în creșterea și educarea copiilor care provin din familii divorțate. Cităm: "Legea nr. 272/2004 subliniază importanța rolului tatălui în creșterea și educarea copiilor, precizând că ambii părinți sunt responsabili pentru creșterea copiilor lor (art. 31.1). Această responsabilitate trebuie văzută sub forma unei implicări active în toate aspectele vieții copilului. Tatăl trebuie să joace un rol activ în viața copilului – să comunice, să se joace, să se implice în activități comune, să stabilească și să explice reguli – , implicarea ambilor părinți având beneficii incontestabile pentru dezvoltarea psihosocială a copilului. Este cunoscut faptul că familiile monoparentale se numără printre grupurile sociale cele mai vulnerabile. Un copil crescut și educat cu dragoste și responsabilitate de ambii părinți, chiar și atunci când aceștia nu locuiesc împreună, are șanse mult mai mari de integrare și reușită socială"[4]
- Dispozițiile art. 9 din Convenția cu privire la drepturile copilului ratificată de România prin Legea nr. 18/1990 impun statelor părți obligația  de a  "veghea ca nici un copil să fie separat de părinții săi împotriva voinței acestora, exceptând situațiile în care autoritățile competente decid și cu respectarea legilor și a procedurilor aplicabile că această separare este în interesul suprem al copilului".  Principiul neseparării copilului de părinți emană și din dispozițiile art. 33 din Legea nr. 272/2004 care spune: "Copilul nu poate fi separat de părinții săi sau de către unul dintre ei, împotriva voinței acestora, cu excepția cazurilor expres și limitative prevăzute de lege, sub rezerva revizuirii judiciare și numai dacă acest lucru este impus de interesul superior al copilului".
- În acest sens s-a exprimat și Curtea Europeană a Drepturilor Omului, arătând în cauza Monory vs. România și Ungaria că "posibilitatea părintelui și a copilului de a se bucura reciproc de compania celuilalt reprezintă un element fundamental al vieții de familie, iar măsurile naționale care stânjenesc această posibilitate reprezintă o ingerință în dreptul la viața de familie protejat de art.8, statele având obligația de a asigura reunirea copilului cu părintele său."
- Totodată în cauza Ignaccolo-Zenide vs. România Curtea a reținut că statul trebuie să dispună de măsuri pozitive pentru asigurarea legăturii copilului cu părintele său, ca și în cauza Keegan vs. Irlanda, (hotărârea din 6 mai 1994) prin care se recunoaște dreptul la vizitare al părintelui căruia nu i s-a încredințat minorul și obligația pozitivă a statelor pentru a lua măsuri pentru exercitarea efectivă a acestui drept,  iar în cauza Pini și Bertini, Manera și Atripaldi  vs. România Curtea a arătat că: "interesul superior al copilului impune găsirea unei familii pentru minor și nu a unui copil pentru o famile sau părinte"
- Art. 5 din Protocolul nr. 7 la Convenția Europeană a Drepturilor Omului, ratificată de România la 01.09.1994 spune că "soții se bucură de egalitate în drepturi și în responsabilități cu caracter civil, între ei și în relațiile cu copii lor în ceea ce privește căsătoria, pe durata căsătoriei și cu prilejul desfacerii acesteia iar dreptul la viața de familie este garantat de art. 8 din Convenția Europeană a Drepturilor Omului."
- Cauza Nistor vs. România (14565/05), din 2 noiembrie 2010, reclamanții sunt Olimpia Doina Nistor, Doina Nistor și Romulus Vasile Nistor, resortisanți români născuți în 1973, 1949 și 1949 și care locuiesc în Crucișor, România.  Aceștia sunt mama, respectiv bunicii din partea mamei, a unui copil născut în 1998. Părinții copilului au plecat în Italia în 2000 și bunica din partea tatălui a fost numita tutore în absența acestora. După ce părinții au divorțat, copilul a fost încredințat tatălui pe motiv că ar ține legătura cu copilul, spre deosebire de mamă. Bazându-se pe art. 8 (dreptul  la respectarea vieții private și de familie)reclamanții s-au plâns de refuzul de a renunța la limitările impuse în a interacționa cu copilul și despre imposibilitatea de a-și exercita dreptul din cauza inactivității autoritarilor. Curtea a găsit o violare a art. 8 și a obligat statul român la plata sumei de 5000 euro mamei copilului și 5000 euro bunicilor, cu titlu de daune morale, respectiv 2500 euro cu titlu de cheltuieli acordate mamei. [5]

## Modalitățile de realizare a relațiilor personale
Conform legii, legăturile personale se pot realiza printr-o multitudine de metode, indicate prin art. 15 din Legea 272/2004 și respectiv prin art. 2 din Convenția de la Strasbourg din 2006 asupra asupra relațiilor personale care privesc copiii:
| “                            | (1) În sensul prezentei legi, relațiile personale se pot realiza prin: a) întâlniri ale copilului cu părintele ori cu o alta persoana care are, potrivit prezentei legi, dreptul la relații personale cu copilul; (drept de acces) b) vizitarea copilului la domiciliul acestuia; (drept de vizită) c) găzduirea copilului pe perioada determinata de către părintele sau de către alta persoana la care copilul nu locuiește în mod obișnuit; (drept de găzduire) d) corespondența ori altă formă de comunicare cu copilul; (drept de corespondență), e) transmiterea de informații copilului cu privire la părintele ori la alte persoane care au, potrivit prezentei legi, dreptul de a menține relații personale cu copilul; (Dreptul copilului de a fi informat despre persoanele semnificative din viața sa) f) transmiterea de informații referitoare la copil, inclusiv fotografii recente, evaluări medicale sau școlare, către părintele sau către alte persoane care au dreptul de a menține relații personale cu copilul. (Dreptul de acces la informațiile personale ale minorului) (2) Transmiterea informațiilor prevazute la alin. (1) lit. e) și f) se va face cu respectarea interesului superior al copilului, precum și a dispozițiilor speciale vizând confidențialitatea și transmiterea informațiilor cu caracter personal. | ” |
| — Art. 15 din legea 272/2004 | |   |

| “ | În sensul prezentei convenții, termenii și expresiile de mai jos au următoarele semnificații: a) relații personale: (i) șederea copilului, limitată în timp, la o persoană menționată la art. 4 sau 5, cu care copilul nu locuiește de obicei (drept de găzduire), sau întâlnirea dintre copil și acea persoană (drept de acces); (ii) orice forme de comunicare între copil și acea persoană; (drept de corespondență) (iii) furnizarea oricăror informații cu privire la copil către acea persoană (Dreptul de acces la informațiile personale ale minorului) sau invers (Dreptul copilului de a fi informat despre persoanele semnificative din viața sa); | ” |
| — Articolul 2 din Convenția de la Strasbourg din 2006 asupra asupra relațiilor personale care privesc copiii | |   |

## Nerespectarea programului de legături personale stabilit de către instanță
Pentru mai multe detalii se poate vedea și articolul Sindromul alienării părintești
Refuzul repetat al persoanei la care copilul are locuința de a permite punerea în aplicare a programului de legături personale reprezintă o gravă formă de abuz emoțional asupra copilului, care se pedepsește conform codului penal..  În teorie, nerespectarea hotărârilor judecătorești privitoare la programul de legături personale ale minorului este infracțiune se pedepsește conform art. 307 Cod Penal. În practică aceasta se întâmplă foarte rar, datorită delăsării parchetelor. Sub 1% din plângerile penale care se depun cu privire la art. 307 C.P. sunt finalizate e către parchete cu rezoluții de trimitere în judecată. . De asemenea, dintre cauzele trimise în judecată raportul de condamnări este foarte mic. În anul 2010 doar 60% din cauze (7 cauze din 12) s-au finalizat cu condamnări pentru persoanele trimise în judecata În anul 2009 doar în 25% din cazuri s-au înregistrat condamnări (3 cauze din 12) . La acest moment (decembrie 2011) există o inițiativă a DGPC care își propune să facă mai eficiente mecanismele pe care statul le are la dispoziție în a lupta împotriva alienării copilului prin nerespectarea programelor de legături personale.

## Decizii a Curții Constituționale a României cu privire la stabilirea programelor de legături personale
Prin Decizia nr 82 din data de 25.02.2003 Curtea Constituțională a României a decis că este accesul părintelui nerezident la minor este mai mult decât util chiar și atunci când minorul se exprimă verbal în sensul de a nu accepta acest acces. Cu alte cuvinte, copilul ,mai ales cel sub vârsta de 14 ani nu are un drept de veto iar părintele rezident este obligat să încurajeze și chiar să impună copilului respectarea programului de legături personale decis de către instanță. În această speță instanța spune următoarele: "se poate întâmpla, în asemenea situații, ca părintele căruia i-a fost încredințat copilul să se defuleze, transmițându-i acestuia ostilitatea pe care o resimte față de fostul soț, care, deși, poate întemeiată din punctul său de vedere, nu este de natură să îl descalifice pe acesta din urmă (n.n. părintele nerezident) ca părinte, fiind lipsită de justificare din punctul de vedere al copilului. Prin urmare, instabilitatea afectivă și emoțională a minorului, pe fondul unei imaturități psihice și a lipsei experienței de viață, îl privează pe acesta de posibilitatea de a sesiza care este adevăratul său interes și, adesea, de a discerne intre bine și rău. [...] celalalt părinte, căruia i s-a încredințat copilul și care este debitorul obligațiilor corelative, fiind ținut sa-i asigure fostului sau soț, care și-a păstrat calitatea de părinte, realizarea efectivă a drepturilor conferite de lege. O atare conduită cooperantă este impusă de împrejurarea că drepturile menționate constituie, în realitate, mijloace pentru îndeplinirea obligațiilor pe care le are orice părinte fata de copilul său și care subzista atâta timp cât părintele nu este decăzut din drepturile părintești."

## Dimensionarea programelor de legături personale
Studiile științelor sociale au arătat că schema "clasică" de interacțiune între copil și părintele nerezident de un weekend la două săptămâni este nesatisfăcătoare pentru copil și prejudiciază minorul. Instanțele trebuie să conceapă, pe cât posibil, și dacă părintele în cauză cere acest lucru și dacă distanța dintre locuințele celor doi părinți o permit, programe de legături personale care să implice, în perioada școlară, posibilitatea ca minorul să fie găzduit mai mult de 2 nopți din 14 la celălalt părinte și, pe cât posibil, interacțiuni regulate (câteva ore) între părintele nerezident și minor, la locuința acestuia sau în afara locuinței minorului, și în zilele lucrătoare..

## Rolul autorităților în garantarea dreptului la relații personale
Concepția modernă cu privire la garantarea relațiilor personale dintre părinți și copii după divorț este promovată de standardele impuse de CEDO. Curtea Europeană a Drepturilor Omului este un organism care joacă un rol primordial în elaborarea unei noțiuni supranaționale de familie se plasează sub dublul semn al egalității și efectivității:
- Egalitate,  deoarece CEDO a luat în considerare evoluția sistemelor de drept naționale și necesitatea evitării sistemelor de drept naționale și necesitatea evitării situațiilor discriminatorii[15]
- Efectivitate, deoarece protecția este legată în mai mică măsură de categoriile juridice, cât mai ales de situații concrete.

CEDO pune un accent deosebit în această materie a protejării dreptului de relații personale ale minorului cu persoanele semnificative din viața acestuia, în special cu părintele nerezident. Aceasta deoarece menținerea legăturilor personale cu părintele nerezident reprezintă o premisă esențială în atingerea scopului hotărârilor de încredințare minori sau de stabilire a unor programe de legături personale.  
Totuși, autoritățile nu au o obligație absolută ci doar una de diligență ceea ce înseamnă că în situațiile de nerespectare a programelor de legături personale, executarea silită nu este o prima măsură indicată deoarece ar putea dăuna interesului superior al copilului. Este important să se utilizeze măsuri pregătitoare și să se gradeze presiunea pe care autoritățile o pun asupra persoanei alienatoare pentru ca aceasta să se conformeze hotărârii instanței. În cazul în care un copil a fost separat de familia sa sau de unul dintre părinți, dreptul garantat de art. 8 al Convenției Europene a Drepturilor Omului  implică și dreptul părintelui alienat de a primi din partea statului măsuri efective destinate să reunească pe copil și părintele său.  
Conform CEDO sunt considerate măsuri adecvate următoarele tipuri de măsuri: implicarea serviciilor sociale (SPAS); sprijinul unui psiholog, măsuri pentru localizarea copilului; crearea condițiilor necesare pentru ca minorii să dezvolte relații personale cu părintele de care a fost despărțit într-un mediu prietenos, astfel încât să își poată exprima liber sentimentele, fără presiuni din partea părintelui care se opune relațiilor personale cu celălalt părinte; luarea în considerare a opiniilor copilului; ordonarea unei expertize care să aibă ca obiect posibilitatea stabilirea de contact între copil și părintele său; organizarea unor întâlniri care au ca scop concilierea și implicarea celor interesați în proceduri de terapie familială; medierea; etc. 
Dimpotrivă au fost considerate măsuri neadecvate pasivitatea autorităților concretizată în lipsa totală de a lua măsuri pregătitoare în vederea reunirii familiei, durata îndelungată a procedurilor de divorț și încredințare, întârzieri nejustificate în procedurile de executare sau de aplicare a unor măsuri coercitive, cum ar fi amenzile aplicate persoanei abuzatoare ori neîndeplinirea obligațiilor prevăzute de Convenția de la Haga din 1980 cu privire la aspectele civile ale răpirii internaționale de copii.

## Vezi și

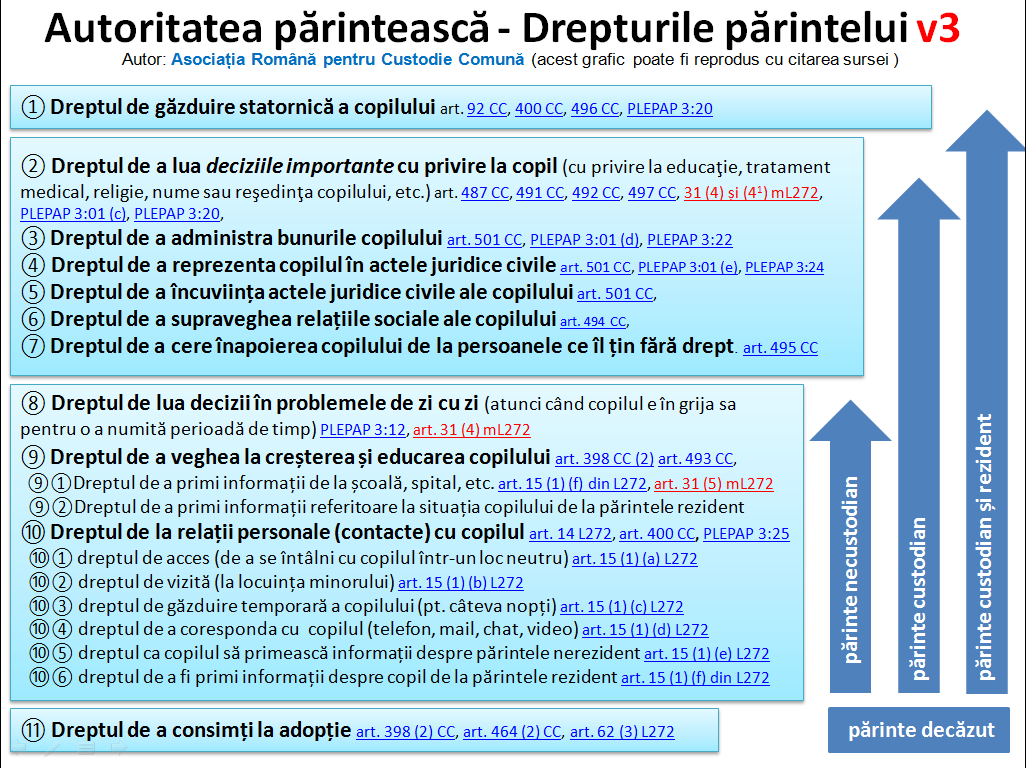

## Articole pe tema custodiei asupra minorilor
| - Custodie - Custodia comună poate lua formele de - Custodia fizică comună sau - Custodia legală comună - Custodia unică cu varianta - custodiei împărțite | - Părinte custodian - Părinte necustodian - Părinte rezident - Părinte nerezident - Plan parental - Relații personale cu minorul |  |

## Drepturile părinților și ale copiilor ca membrii unei familii
| - Dreptul de supraveghere - Dreptul de găzduire a minorului - Dreptul de vizită - Drept de acces la minor - Dreptul de corespondență între minor și persoanele semnificative din viața sa | - Autoritatea părintească - Dreptul de acces la informațiile privitoare la minor - Dreptul de decizie cu privire la bunăstarea copilului - Dreptul bunicilor la legături personale - Dreptul copilului de a fi informat despre persoanele semnificative din viața sa |  |